# Coupe d'Union soviétique de football 1959-1960
Navigation
Édition 1958 Édition 1961
La Coupe d'Union soviétique 1959-1960 est la 19e édition de la Coupe d'Union soviétique de football. Elle se déroule entre le 20 mars 1959 et le 31 octobre 1960. Il s'agît de la première édition à prendre place sur deux années civiles, près d'un an et demi séparant les premiers tours de la finale.
La finale se joue le 31 octobre 1960 au Stade Lénine de Moscou et voit la victoire du Torpedo Moscou, finaliste malheureux de l'édition précédente qui remporte sa troisième coupe nationale aux dépens du Dinamo Tbilissi, qui subit quant à lui son quatrième revers à ce stade. Le Torpedo réalise ainsi le doublé, ayant déjà remporté le championnat 1960 quelques jours auparavant.

## Format
Un total de 113 équipes prennent part à la compétition, cela incluant exclusivement les participants aux deux premières divisions soviétique pour la saison 1959, se répartissant en 12 clubs pour le premier échelon et 101 équipes pour le deuxième niveau.
Le tournoi se divise en deux grandes phases. Dans un premier temps, une phase préliminaire est disputée entre les équipes de la deuxième division, qui sont réparties en sept groupes géographiques sous la forme de mini-tournois afin de déterminer pour chaque les deux à trois équipes qui se qualifient pour la phase finale, pour un total de 20 qualifiés en tout.
La phase finale, qui concerne donc 32 équipes et voit l'entrée en lice des clubs de la première division, se divise quant à elle en cinq tours, à l'issue desquels le vainqueur de la compétition est désigné.
Chaque confrontation prend la forme d'une rencontre unique jouée sur la pelouse d'une des deux équipes. En cas d'égalité à l'issue du temps réglementaire d'un match, une prolongation est jouée. Si celle-ci ne suffit pas à départager les deux équipes, le match est rejoué ultérieurement.
La compétition suivant un calendrier sur deux années, contrairement à celui des championnats soviétiques qui s'inscrit sur une seule année, celle-ci se trouve de fait à cheval entre deux saisons de championnat ; ainsi pour certaines équipes promues ou reléguées à l'issue de la saison 1959, la division indiquée peut varier d'un tour à l'autre.

## Phase finale

### Seizièmes de finale
Les rencontres de ce tour sont jouées entre le 11 juillet et le 21 octobre 1959.
| Date            | Locaux                     | Score    | Visiteurs                      |
| --------------- | -------------------------- | -------- | ------------------------------ |
| 11 juillet 1959 | Energia Irkoutsk (D2)      | 0 - 3    | (D1) Spartak Moscou            |
| 15 juillet 1959 | Chirak Leninakan (D2)      | 5 - 0    | (D1) Krylia Sovetov Kouïbychev |
| 30 juillet 1959 | Chakhtior Chakhty (D2)     | 1 - 4    | (D1) Moldova Kichinev          |
| 2 août 1959     | Spartak Kherson (D2)       | 0 - 2    | (D1) Chakhtior Stalino         |
| 4 août 1959     | Traktor Stalingrad (D2)    | 1 - 0    | (D2) Neftianik Bakou           |
| 9 août 1959     | Troud Gloukhovo (D2)       | 1 - 1 ap | (D1) CSK MO Moscou             |
| 10 août 1959    | Troud Gloukhovo (D2)       | 1 - 7    | (D1) CSK MO Moscou             |
| 8 août 1959     | SKVO Tbilissi (D2)         | 2 - 0    | (D1) Zénith Léningrad          |
| 19 août 1959    | Sibelektromotor Tomsk (D2) | 1 - 0    | (D1) Dynamo Kiev               |
| 19 août 1959    | Lokomotiv Vinnitsa (D2)    | 0 - 3    | (D1) SKVO Rostov               |
| 19 août 1959    | Dinamo Kirov (D2)          | 3 - 4    | (D1) Dinamo Tbilissi           |
| 25 août 1959    | Troud Vladimir (D2)        | 1 - 2    | (D2) Admiralteïets Léningrad   |
| 26 août 1959    | Spartak Vilnius (D2)       | 4 - 3    | (D2) Zvezda Perm               |
| 26 août 1959    | Lokomotiv Krasnoïarsk (D2) | 2 - 4    | (D1) Torpedo Moscou            |
| 26 août 1959    | Arsenal Kiev (D2)          | 0 - 2    | (D1) Dynamo Moscou             |
| 15 octobre 1959 | Stroïtel Oufa (D2)         | 4 - 2 ap | (D2) Avangard Kharkov          |
| 21 octobre 1959 | SKVO Odessa (D2)           | 3 - 1    | (D1) Lokomotiv Moscou          |

### Huitièmes de finale
Les rencontres de ce tour sont jouées entre le 17 août 1959 et le 14 septembre 1960.
| Date              | Locaux                     | Score    | Visiteurs                    |
| ----------------- | -------------------------- | -------- | ---------------------------- |
|                   | SKA Tbilissi (D2)          | forfait  | (D2) SKA Odessa              |
| 17 août 1959      | Chirak Leninakan (D2)      | 2 - 1    | (D1) Moldova Kichinev        |
| 30 septembre 1959 | Spartak Vilnius (D2)       | 3 - 1    | (D2) Admiralteïets Léningrad |
| 4 octobre 1959    | Sibelektromotor Tomsk (D2) | 1 - 2    | (D1) Torpedo Moscou          |
| 25 octobre 1959   | Traktor Stalingrad (D2)    | 4 - 0    | (D1) Stroïtel Oufa           |
| 5 novembre 1959   | Dinamo Tbilissi (D1)       | 2 - 1 ap | (D1) Spartak Moscou          |
| 14 septembre 1960 | SKA Rostov (D1)            | 0 - 4    | (D1) Chakhtior Stalino       |
| 14 septembre 1960 | Dynamo Moscou (D1)         | 1 - 0    | (D1) CSKA Moscou             |

### Quarts de finale
Les rencontres de ce tour sont jouées le 25 août et le 28 septembre 1960.
| Date              | Locaux               | Score | Visiteurs               |
| ----------------- | -------------------- | ----- | ----------------------- |
| 25 août 1960      | SKA Odessa (D2)      | 1 - 0 | (D2) Traktor Stalingrad |
| 28 septembre 1960 | Spartak Vilnius (D1) | 1 - 2 | (D1) Chakhtior Stalino  |
| 28 septembre 1960 | Dinamo Tbilissi (D1) | 5 - 1 | (D2) Chirak Leninakan   |
| 28 septembre 1960 | Torpedo Moscou (D1)  | 2 - 0 | (D1) Dynamo Moscou      |

### Demi-finales
Les rencontres de ce tour sont jouées les 26 et 28 octobre 1960.
| Date            | Locaux                 | Score    | Visiteurs            |
| --------------- | ---------------------- | -------- | -------------------- |
| 26 octobre 1960 | Chakhtior Stalino (D1) | 1 - 2 ap | (D1) Dinamo Tbilissi |
| 28 octobre 1960 | Torpedo Moscou (D1)    | 4 - 0    | (D2) SKA Odessa      |

### Finale
| Titulaires :  |                            |     |
|               |                            |     |
|               | Alekseï Polikanov (ru)     |     |
|               | Aleksandr Medakine (en)    |     |
|               | Viktor Choustikov          |     |
|               | Leonid Ostrovskiy          |     |
|               | Valeri Voronine            |     |
|               | Nikolaï Manoshine          |     |
|               | Slava Metreveli            |     |
|               | Valentin Ivanov            |     |
|               | Guennadi Goussarov         |     |
|               | Boris Batanov (en)         |     |
|               | Oleg Sergueïev (ru)        | 86e |
|               |                            |     |
| Remplaçants : |                            |     |
|               | Aleksandr Savouchkine (ru) | 86e |
|               |                            |     |
| Entraîneur :  |                            |     |
| Viktor Maslov |                            |     |

| Titulaires :         |                           |
|                      |                           |
|                      | Sergueï Kotrikadze        |
|                      | Boris Sitchinava (ru)     |
|                      | Edouard Toradze (ru)      |
|                      | Givi Khotcholava (ru)     |
|                      | Djemal Zeïnklichvili (ru) |
|                      | Givi Chokheli             |
|                      | Vladimer Barkaia (en)     |
|                      | Shota Iamanidze (en)      |
|                      | Tenguiz Melachvili (ru)   |
|                      | Zaur Kaloyev              |
|                      | Mikheil Meskhi            |
|                      |                           |
| Entraîneur :         |                           |
| Andreï Jordania (ru) |                           |

| Titulaires :  |                            |     |
|               |                            |     |
|               | Alekseï Polikanov (ru)     |     |
|               | Aleksandr Medakine (en)    |     |
|               | Viktor Choustikov          |     |
|               | Leonid Ostrovskiy          |     |
|               | Valeri Voronine            |     |
|               | Nikolaï Manoshine          |     |
|               | Slava Metreveli            |     |
|               | Valentin Ivanov            |     |
|               | Guennadi Goussarov         |     |
|               | Boris Batanov (en)         |     |
|               | Oleg Sergueïev (ru)        | 86e |
|               |                            |     |
| Remplaçants : |                            |     |
|               | Aleksandr Savouchkine (ru) | 86e |
|               |                            |     |
| Entraîneur :  |                            |     |
| Viktor Maslov |                            |     |

| Titulaires :         |                           |
|                      |                           |
|                      | Sergueï Kotrikadze        |
|                      | Boris Sitchinava (ru)     |
|                      | Edouard Toradze (ru)      |
|                      | Givi Khotcholava (ru)     |
|                      | Djemal Zeïnklichvili (ru) |
|                      | Givi Chokheli             |
|                      | Vladimer Barkaia (en)     |
|                      | Shota Iamanidze (en)      |
|                      | Tenguiz Melachvili (ru)   |
|                      | Zaur Kaloyev              |
|                      | Mikheil Meskhi            |
|                      |                           |
| Entraîneur :         |                           |
| Andreï Jordania (ru) |                           |